# Мемориальная библиотека князя Г. В. Голицына
Мемориальная библиотека князя Г. В. Голицына — общедоступная библиотека в Санкт-Петербурге. Была открыта в 1994 году Благотворительным фондом «Голицын — Петербургу» (Лондон) в память о князе Георгии Владимировиче Голицыне (1916—1992).

## Библиотека
Основная тематика фонда — книги о России, опубликованные за рубежом на русском и английском языках, а также публикации русских эмигрантов. Многие из изданий по политическим причинам были недоступны российским читателям в течение всего советского времени.
Коллекция библиотеки формируется преимущественно из книг, переданных в дар иностранными и российскими общественными и политическими деятелями, авторами, учеными, и организациями. Многие книги имеют автографы дарителей или авторов. Кроме того, у библиотеки есть свой экслибрис, созданный на основе двух гербов предков князя Г. В. Голицына — герцогов Мекленбург-Стрелицких и князей Голицыных.
В библиотеке регулярно проводятся встречи с отечественными и западными исследователями России, с представителями разных волн русской эмиграции, успешно реализовавшими себя на Западе. Большое место в работе занимают презентации новых отечественных публикаций по русской истории до 1917 года, обзоры книжного фонда для читателей. Сотрудниками создана постоянно действующая экспозиция семейных документов и фотографий, организуются экскурсии по зданию, проводятся конференции, посвященные роду князей Голицыных и герцогов Мекленбург-Стрелицких.

## Здание

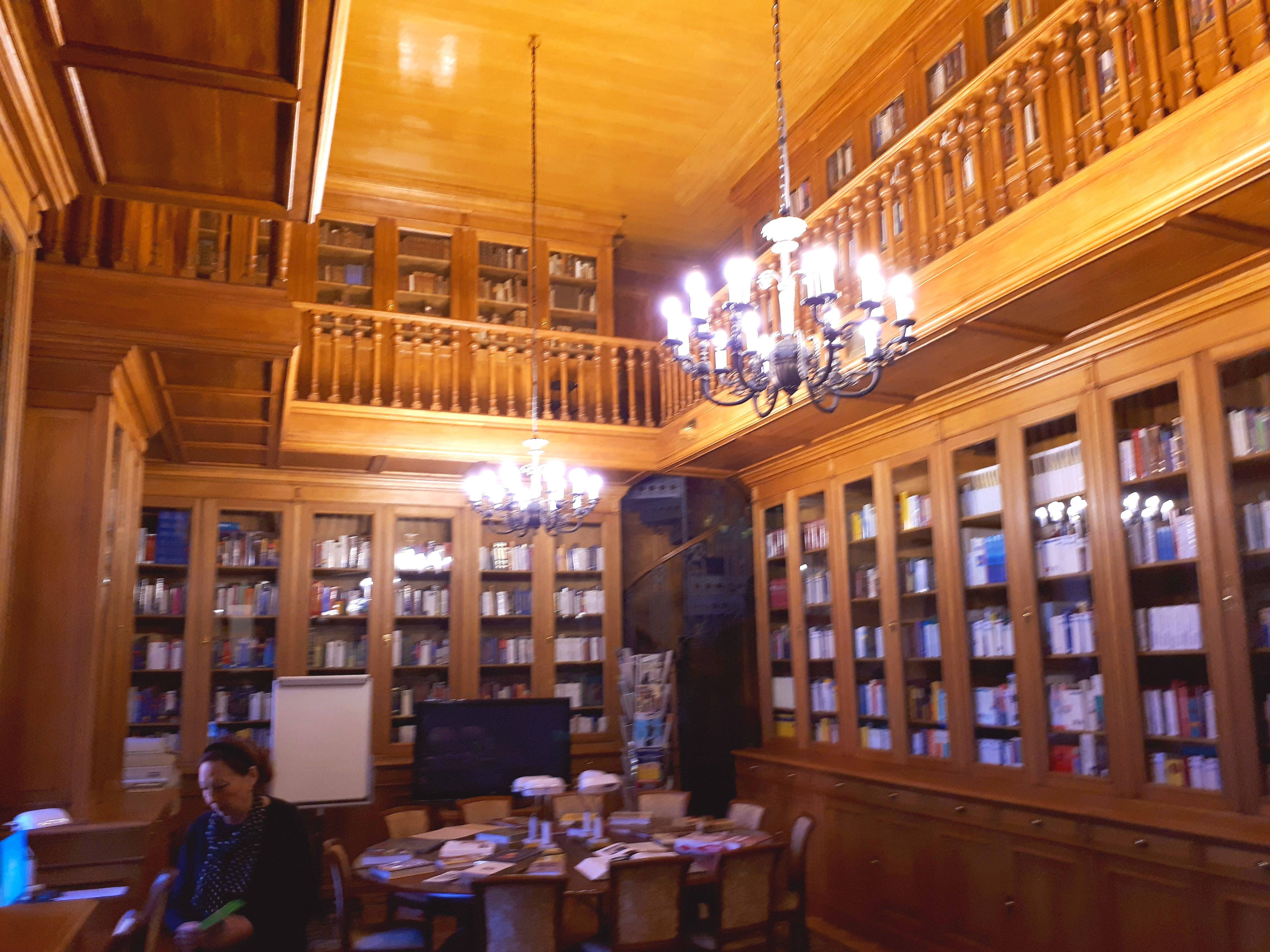
Интерьер библиотеки

Библиотека находится в здании иностранного фонда Центральной городской публичной библиотеки им. В. В. Маяковского на набережной реки Фонтанки, д. 46, и занимает помещение зимнего сада. Это здание принадлежало бабушке князя, графине Н. Ф. Карловой.
Первые документальные свидетельства о земельном участке восходят к 1736 году — тогда стоявшую на нём усадьбу обер-комиссара Канцелярии городовых дел Ульяна Акимовича Синявина выкупил гоф-интендант Антуан Кормедон. Уже в 1740-м двор числился как имущество генерала Бирона. После смерти императрицы Анны Иоанновны Бирон был отправлен в ссылку, его имение отошло к протопресвитеру Фёдору Дубянскому, духовнику императрицы Елизаветы Петровны. В 1830-х годах по проекту архитектора Викентия Беретти была построена монументальная ограда с въездными воротами. В 1843 году по проекту архитектора В. Я. Лангвагена особняк был перестроен для генерала Н. В. Зиновьева с воссозданием барочных форм и надстройкой крыльев третьим этажом. В интерьерах частично сохранилась отделка первой четверти XIX века (сводчатая парадная лестница с гризайльной росписью, зал в стиле классицизма и др.). В 1895 году усадьбу приобрел герцог Г. Г. Мекленбург-Стрелицкий, после смерти которого в 1909 году вплоть до революции домом владела вдова герцога — графиня Н. Ф. Карлова.
Особняк графини Карловой является памятником архитектуры и включен в Единый государственный реестр объектов культурного наследия (памятников истории и культуры) народов Российской Федерации в качестве объекта культурного наследия федерального значения.